# Y tu mamá también
Y tu mamá también is een Mexicaanse film uit 2001 onder regie van Alfonso Cuarón. De film werd een enorm succes. De film haalde het eerste weekend alleen al $2,2 miljoen binnen en werd daarmee de meest succesvolle Mexicaanse film.

## Verhaal
Y tu mamá también is een hedendaags, Mexicaans coming of age verhaal over twee tienerjongens die vallen voor de vrouw van hun neef. De vrouw, Luisa genaamd, ontdekt dat haar man vreemd is gegaan en besluit met de jongens mee te gaan naar een fictief verlaten strand. Onderweg zullen het hebben over seks gerelateerde onderwerpen. Wanneer de jongens erachter komen dat ze allebei met elkaars vriendin naar bed zijn gegaan, loopt alles uit de hand.

## Rolverdeling
| Acteur             | Personage       |
| ------------------ | --------------- |
| Diego Luna         | Tenoch Iturbide |
| Gael García Bernal | Julio Zapata    |
| Maribel Verdú      | Luisa Cortés    |